# غافين رينولدز
غافين رينولدز (15 أبريل 1979 في المملكة المتحدة - ) (بالإنجليزية: Gavin Reynolds)‏ هو لاعب كريكت بريطاني. لعب مع Lancashire Cricket Board ‏.

## وصلات خارجية
- غافين رينولدز على موقع إي آس بي آن كريك إنفو (الإنجليزية)